# Ланкійська жестова мова
Ланкійська жестова мова— це візуальна мова, яка використовується глухими людьми в Шрі-Ланці і має регіональні відмінності у 25 різних школах для глухих людей.

## Класифікація
У 1991 Анрі Вітманн  стверджував, що ланкійська жестова мова, не є повноцінною, а є лише прототипом, який виник внаслідок інших мов та етнічної дифузії.

## Словники
У 2007 році було опубліковано «Введення у ланкійську жестову мову» — переший довідник для спілкування на цій мові. Ця книга було розповсюджена серед працівників спеціальних шкіл та сімей школярів. У 2008 році вийшов «Словник шнаків Шрі-Ланки». Цікаво, що його створили самі глухонімі за підтримки Центральної федерації глухих. Також існує онлайн вебсайт  цієї мови на якому всі жести переведені на англійську, тамільську та сингальську мови. Він створений у 2009.

## Цікаві факти
- Демонстрація співрозмовнику підошов взуття вважається образливим жестом.[5]
- Як і в Болгарії, на Шрі-Ланці за рух що означає «так» відповідає не зовсім звичний жест. Наприклад, коли місцевий житель хоче сказати «так», він робить погойдування голови з боку в бік, трохи опустивши її вперед. Проте «ні» показується так, як і в Україні.[6]
- Стиснення долоні в кулак з піднятим вказівним пальцем - вважається непристойним жестом.[5]